# Trofej Tomislav Ivić
Trofej Tomislav Ivić godišnja je nagrada koja je pokrenuta 2013. godine i koju dodjeljuje Hrvatski zbor sportskih novinara – sekcija Split. Dodjeljuje se treneru koji je u prošloj godini svojim radom i rezultatima najviše podsjećao na hrvatskog nogometnog trenera Tomislava Ivića. Kandidati za nagradu su svi hrvatski treneri koji su najmanje jednu polusezonu vodili klub u domaćim ili inozemnim natjecanjima u protekloj sezoni ili isto vrijeme proveli kao izbornici neke od hrvatskih ili inozemnih nacionalnih vrsta a iznimno, kandidat može biti i strani trener, koji pod istim uvjetima ostvari iznimne rezultate s hrvatskim klubom ili hrvatskom nacionalnom vrstom. Trofej je skulptura koju je kreirao akademski kipar Kažimir Hraste, balun uz kojeg je prislonjena argola, kormilo broda, a izrađena je u ljevaonici Ujević u Zagrebu. Prvi Trofej Tomislav Ivić dobio je Tomislav Ivković, trener zagrebačke Lokomotive.

## Oduzimanje prvoga trofeja
Na konferenciji za tisak pred utakmicu splitskoga Hajduka i zagrebačke Lokomotive u 14. kolu sezone 2013./14., utakmice prije koje je trebao primiti nagradu, Tomislav Ivković odbio je istu primiti zbog, kako je rekao, izjave Hajdukovoga predsjednika Marina Brbića kako je Lokomotiva privilegirana. Nakon toga, istoga dana, nagrada mu je oduzeta "zbog neprimjerenog ponašanja kojim je prekršio Propozicije natječaja, a u kojima stoji kako je uz rezultat i odgoj mladih nogometaša, u izboru za najboljeg hrvatskog trenera, visoko istaknut kriterij primjerenog ponašanja. Svojim izjavama Tomislav Ivković je pokazao nedostatak poštovanja prema liku i djelu pok. Tomislava Ivića, a obezvrijedio je i sve one koji su mu dali svoj glas, videći u njemu trenera dostojnog nagrade (Marin Brbić, Stanko Poklepović, Damir Vrbanović, župan Zlatko Ževrnja...." navelo se u priopćenju Hrvatskoga zbora športskih novinara – sekcije Split, te za sezonu 2012./13. nagrada nije dodijeljena.

## Dosadašnji dobitnici nagrade
| Sezona    | Trener           | Klub |
| --------- | ---------------- | ---- |
| 2012./13. | nije dodijeljena | -    |

## Vanjske poveznice
- Hrvatski zbor sportskih novinara